# Tomta hagar
Tomta hagar este o arie protejată (arie specială de conservare — SAC, sit de importanță comunitară — SCI) din Suedia întinsă pe o suprafață de 18,1 ha, integral pe uscat.

## Localizare
Centrul sitului Tomta hagar este situat la coordonatele 59°02′51″N 15°03′28″E / 59.0476°N 15.0577°E.

## Înființare
Situl Tomta hagar a fost declarat sit de importanță comunitară în iunie 2001 pentru a proteja 1 specie de animale. Situl a fost protejat și ca arie specială de conservare în martie 2011.

## Biodiversitate
Situată în ecoregiunea boreală, aria protejată conține 4 habitate naturale: Păduri caducifoliate de mlaștină fino-scandinave, Pășuni din zone de pădure fino-scandinave, Cursuri de apă de la nivel de câmpie la nivel montan, cu vegetație Ranunculion fluitantis și Callitricho-Batrachion, Pajiști fino-scandinave uscate până la mezice, bogate în specii de altitudine mică.
La baza desemnării sitului se află o specie protejată de  amfibieni: triton cu creastă (Triturus cristatus).